# Prix Ida-Somazzi
« Le prix Ida-Somazzi est décerné depuis 1966 à des personnes et à des organisations qui œuvrent pour la formation et l’éducation, la paix et la liberté, les droits de l’homme et la dignité humaine, ainsi que pour l’égalité des genres ». 
« Il est remis presque chaque année par la Fondation Somazzi (Fondation Dr Ida Somazzi jusqu’en 2011), dont le siège est à Berne. Elle fut créée en 1964 par la communauté de travail La femme et la démocratie, en mémoire de la militante de la cause féminine Ida Somazzi. Ses finances reposent en grande partie sur la donation que fit alors Maria Felchlin, médecin à Olten. Association hors partis composée de membres individuels et d’organisations féminines, la communauté de travail La femme et la démocratie naquit en 1933 en réaction à la montée du fascisme en Italie et du national-socialisme en Allemagne. Après la Deuxième Guerre mondiale, elle se réorganisa et, jusqu’à sa dissolution en 1998, se concentra principalement sur la formation civique et politique des femmes, ainsi que sur la lutte contre le communisme (défense spirituelle). Ida Somazzi, l’une des chevilles ouvrières de sa fondation avec la militante féministe Maria Fierz, en fut la présidente de 1949 à 1963 et, à ce titre, prit part à sa réorganisation. »

## Récipiendaires
- Alice Meyer, 1966
- Edgar Bonjour, 1968
- Verena Marty, 1968
- Fritz Wartenweiler, 1969
- Jeanne Hersch, 1970
- Helene Thalmann-Antenen, 1971
- Gerda Stocker-Meyer, 1973
- Peter Sager, 1974
- Suzanne Oswald, 1975
- Betty Wehrli-Knobel, 1976
- Elsie Attenhofer, 1977
- Lotti Ruckstuhl, 1978
- Hermann Böschenstein, 1979
- Lili Nabholz-Haidegger, 1981
- Gertrude Girard-Montet, 1983
- Marie Boehlen, 1985
- François Bondy, 1985
- Mariella Mehr, 1988
- Inge Sprenger Viol, 1988
- Gertrud Heinzelmann, 1992
- Tula Roy, Gitta Gsell et Josi Meier, 1995
- Branka Goldstein, 1996
- Hélène Charmillot-Vonlanthen, 1997
- FrauenMusikForum FMF, 1999
- Liliana Heimberg, 2000
- Gret Haller, 2001
- Éditrices d'Olympe. Feministische Arbeitshefte zur Politik, 2001
- Fraueninformationszentrum Zürich FIZ, 2004
- Inga Vatter Jensen, 2005
- 1000 Femmes pour le prix Nobel de la paix 2005, 2006
- Elsbeth Pulver, 2007
- Katharina von Salis, 2007
- Arbeitsgruppe Berner Architektinnen und Planerinnen ABAP, 2010
- Zainap Gaschaeva, 2011
- Michèle Roten, 2012
- Yin Yuzhen, 2013
- Steff La Cheffe, 2014
- Verein Netzwerk Asyl Aargau, 2015
- Tove Soiland, 2016
- Amal Naser, 2017
- Infra Bern, 2018
- Bla*sh, 2019[2]
- Jolanda Spiess-Hegglin,  #NetzCourage, 2021[3]
- Uschi Waser, 2022[2]
- Benafsha Efaf, 2023[4]